# Hexatoma fuscipennis
Hexatoma fuscipennis är en tvåvingeart som först beskrevs av Curtis 1836.  Hexatoma fuscipennis ingår i släktet Hexatoma och familjen småharkrankar. Enligt den finländska rödlistan är arten nära hotad i Finland. Arten är reproducerande i Sverige. Artens livsmiljö är älvar och åar. Inga underarter finns listade i Catalogue of Life.

## Bildgalleri

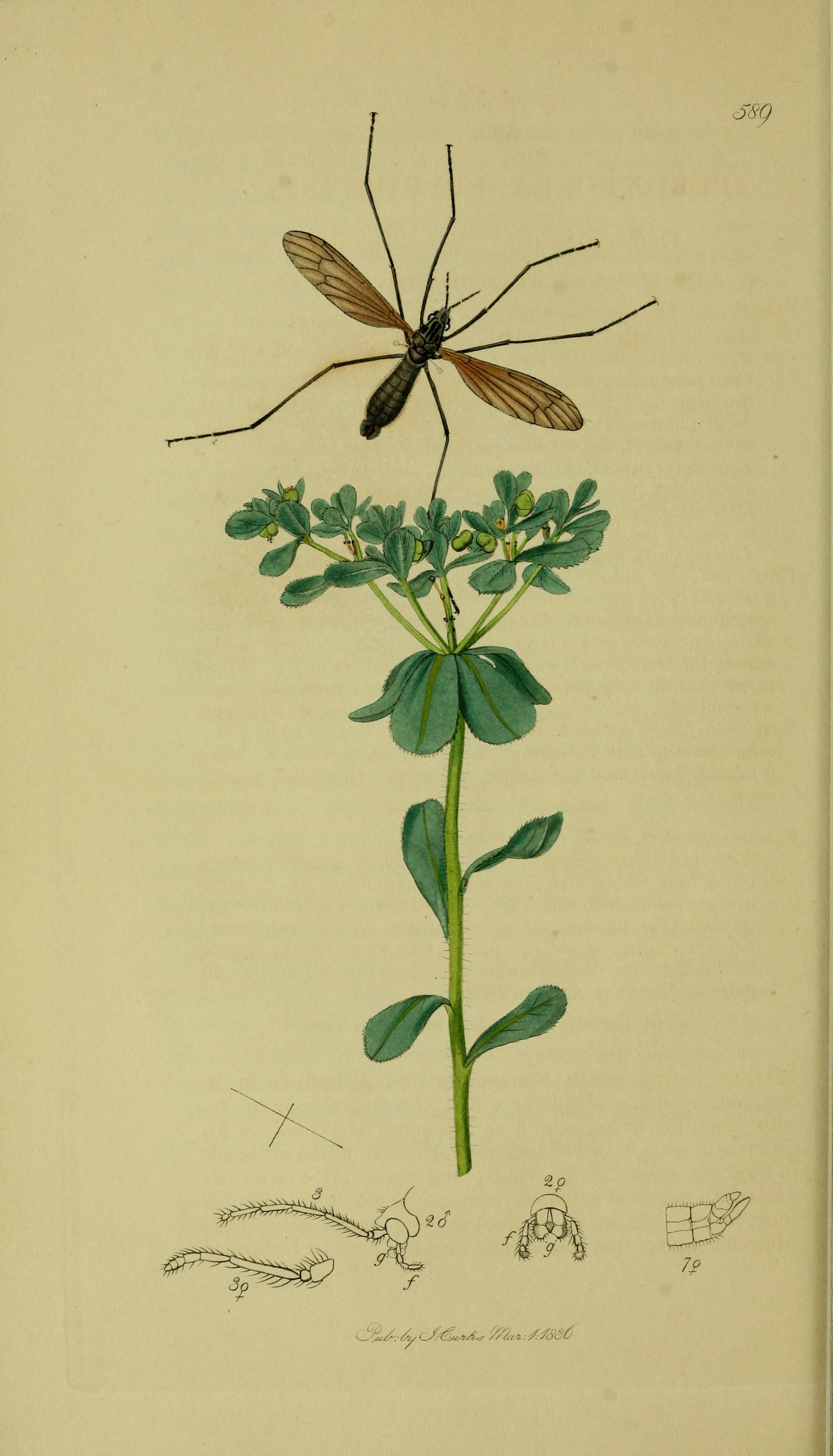